# Sepoltura di Cristo (El Greco)
La Sepoltura di Cristo è un dipinto del pittore cretese El Greco realizzato circa nel 1568-1570 e conservato nella Pinacoteca Nazionale di Atene in Grecia.

## Descrizione e stile
L'opere fu realizzata nel periodo veneziano. La scena si svolge in una grotta,  dove le figure sono tagliate su uno sfondo scuro e le rocce scoscese. Un personaggio dal retro introduce il pubblico alla composizione, in uno stile manierista. Una certa influenza di Michelangelo è riscontrabile nel volto di Cristo e degli apostoli.